# Classe Jason

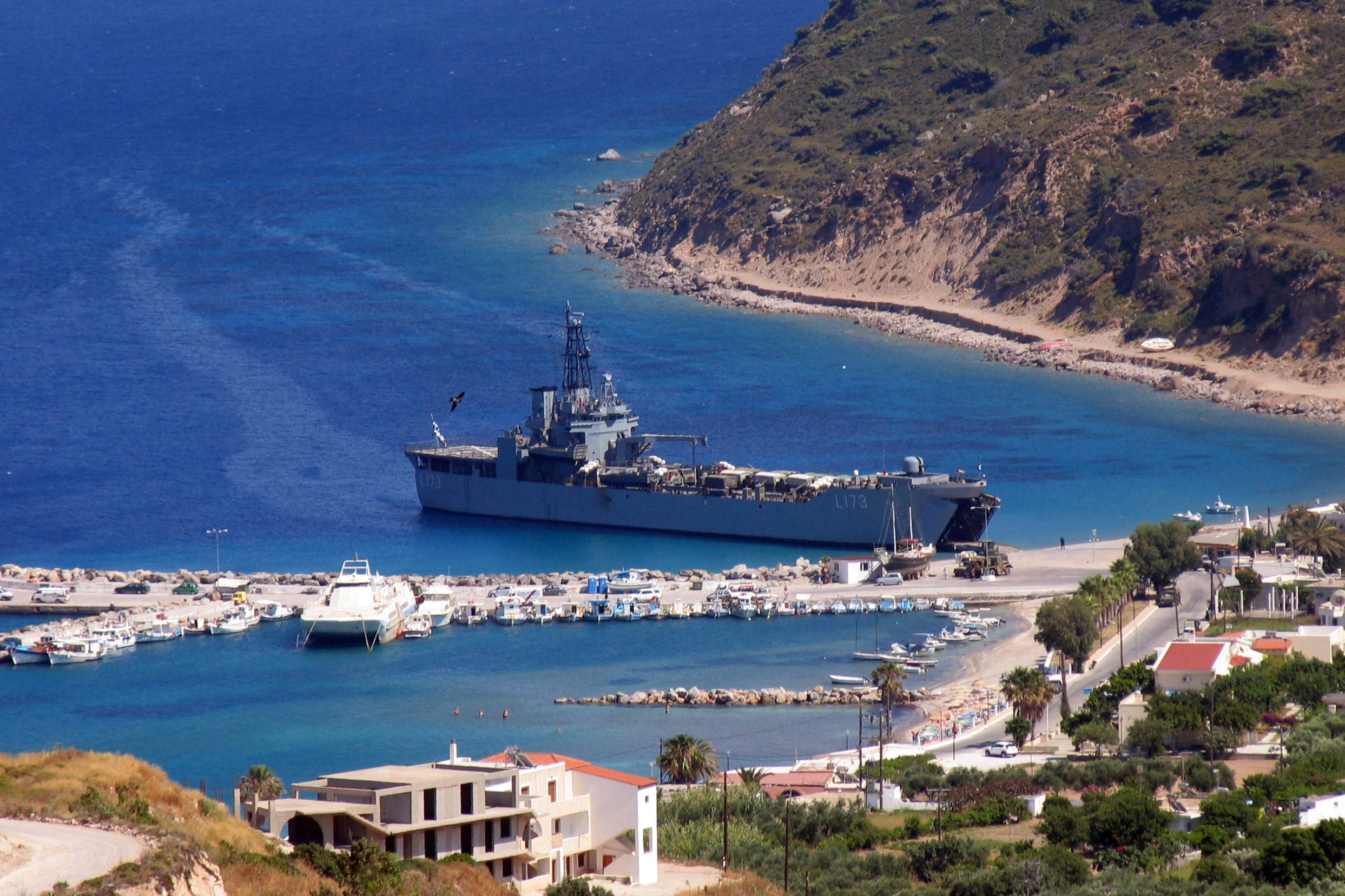
Débarquement par l'avant directement d'engins motorisés

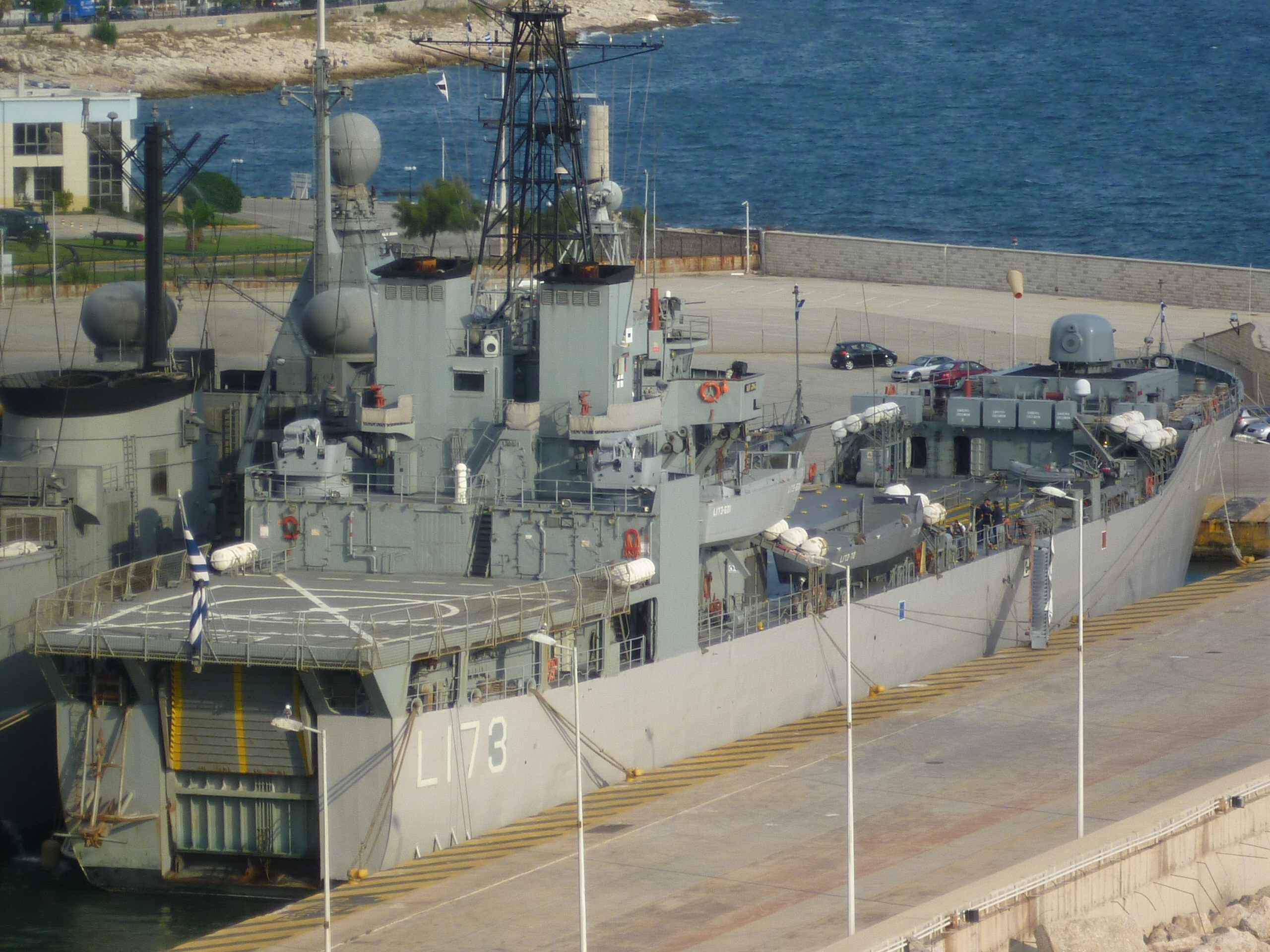
Radier inondable arrière contenant des embarcations de débarquement pour le transport sur l'eau d'engins motorisé

La classe Jason  est une classe de Navire d'assaut amphibie (avec hélisurface) de la marine grecque.

## Navires
| Bateau                | Nom    | Constructeur      | Commission | Status            |
| --------------------- | ------ | ----------------- | ---------- | ----------------- |
| L173 HS Chios Χίος    | Chios  | Elefsis Shipyards | 1996       | En service (2018) |
| L174 HS Samos Σάμος   | Samos  | Elefsis Shipyards | 1994       | En service (2018) |
| L175 HS Ikaria Ικαρία | Ikaria | Elefsis Shipyards | 1999       | En service (2018) |
| L176 HS Lesvos Λέσβος | Lesbos | Elefsis Shipyards | 1999       | En service (2018) |
| L177 HS Rodos Ρόδος   | Rhodes | Elefsis Shipyards | 2000       | En service (2018) |